# أدريان شاما
أدريان شاما (بالإنجليزية: Adrian Chama)‏ هو لاعب كرة قدم زامبي في مركز الدفاع، ولد في 18 مارس 1989 في زامبيا. شارك مع منتخب زامبيا لكرة القدم.

## وصلات خارجية
- أدريان شاما على موقع قاعدة بيانات كرة القدم.إي يو (الإنجليزية)
- أدريان شاما على موقع ناشيونال فوتبول تيمز (الإنجليزية)
- أدريان شاما على موقع Soccerway.com (الإنجليزية)